# Néstor Kirchner
Néstor Kirchner, tên đầy đủ Néstor Carlos Kirchner Ostoić (sinh 25 tháng 2 năm 1950 - 27 tháng 10 năm 2010), là Tổng thống của Argentina, từ ngày 25 tháng 5 năm 2003 đến ngày 10 tháng 12 năm 2007. Là một người theo Đảng Chính nghĩa, Kirchner trước đó là thống đốc của tỉnh Santa Cruz.

Kirchner không nổi tiếng trên thế giới và thậm chí trong nước trước khi được bầu làm tổng thống, trong cuộc bầu này ông chiến thắng đương nhiên với tỷ lệ phiếu 22% ở vòng một khi cựu tổng thống Carlos Menem rút lui khỏi cuộc tranh cử. Vợ ông là Cristina Fernández de Kirchner, người kế nhiệm ông trong chức vụ tổng thống vào ngày 10 tháng 12 năm 2007.
Ông qua đời ngày 27 tháng 10 tại El Calafate, Santa Cruz, Argentina.